# Condado de Clearwater (Idaho)
O Condado de Clearwater é um dos 44 condados do Estado americano do Idaho. A sede do condado é Orofino, que é também a sua maior cidade. O condado tem uma área de 6444 km² (dos quais 69 km² estão cobertos por água), uma população de 8930 habitantes, e uma densidade populacional de 1,5 hab/km² (segundo o censo nacional de 2000). O condado foi fundado em 1911. Recebeu o seu nome a partir do rio Clearwater.